# 로마 건축

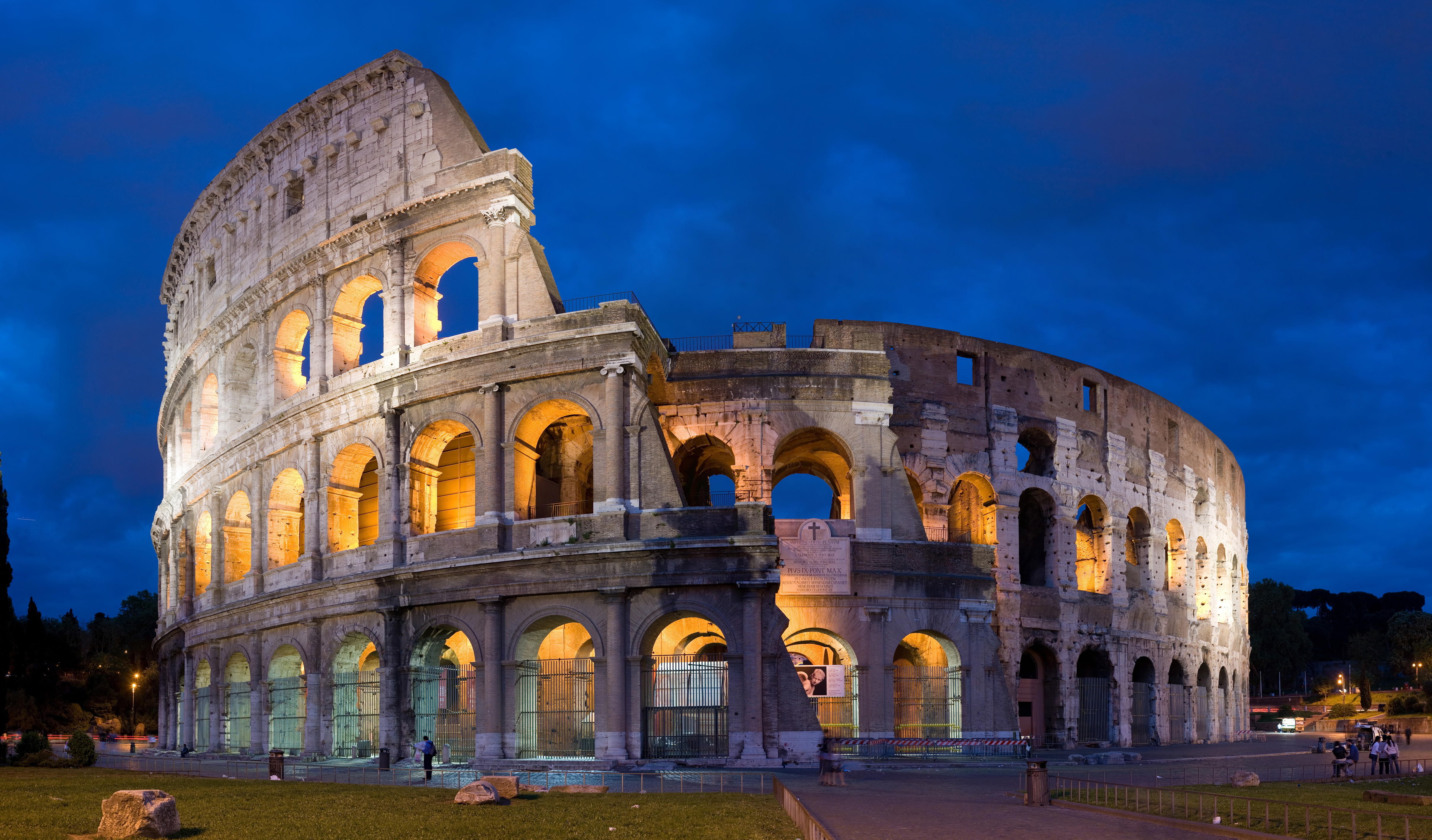
이탈리아 로마의 콜로세움.

고대 로마 건축은 목적에 맞게 외부 그리스 건축 양식을 채택하여 새로운 건축 양식을 만들어냈다.

## 개요
로마 미술의 특성은 건축에서 유감없이 발휘되고 있다. 로마의 건축은 기둥과 들보로 되는 그리스 건축의 구성과, 에트루리아의 성문이나 분묘에 쓰이고 있는 아치형을 채용함으로써 기념비적인 건축을 건조했다. 오더의 양식에서는 그리스의 도리아·이오니아·코린트의 세 양식 외에 이오니아식 주두와 콘크트식 주두를 합친 콤포지트(composite) 양식, 도리아 양식의 변형으로서 주초(柱礎)가 있고 홈을 새기지 않은 토스카나 양식이 생겨났다. 구조면에 있어서는 아치형의 채용에 수반해서, 벽돌이나 돌을 가루로 만든 일종의 시멘트가 건축 공업에 채용되어, 거대한 건축의 건조를 가능하게 했다.
로마 시대를 대표하는 거대한 건축으로는 콜로세움·판테온·수도(水道)·목욕장 등이 있다. 가장 대표적인 폴로 로마노 가까이에 있는 콜로세움은 로마 황제 베스파시아누스가 기원 72년에 기공하고, 그 아들 티투스제(帝)가 80년에 완성한 타원형의 대투기장(大鬪技場)으로서 그 장경(長徑) 188m, 단경(短徑) 156m, 높이 48.5m, 외관 4층의 대건축이다.
외관상의 미를 추구한 그리스 건축과 달라서, 로마 건축은 내부 공간의 충실을 기하고 있다. 실용성을 중시한 로마인은 내부의 거주성(居住性)에 중점을 두고, 내부를 넓게 하기 위하여 벽돌로써 아치형을 사용했다. 아치형에서는 상부의 중력은 원 둘레의 각 부분에 균등하게 중합(重合)하기 때문에, 기둥의 수를 줄이고 내부를 넓힐 수 있다.
로마 건축사상 불후의 명작이라고 하는 판테온은 고대 로마 최대의 원개 건축(圓蓋建築)이다. 현존하는 신전은 기원 120년경까지 하드리아누스제(帝)에 의하여 세워진 것으로, 당(堂)의 지름은 43.2m, 천장의 높이도 이것과 같고 벽의 두께는 6.20m, 가운데에는 지름 9m의 원형 천창(天窓)이 있다. 내부의 주위에는 코린트식의 기둥을 가진 일곱개의 감실(龕室)이 있고, 둥근 대청 북쪽 입구에 코린트식의 기둥 8개를 나란히 세운 현관랑(玄關廊)이 있다. 그 외관은 극히 간소하여, 충실한 내부의 아름다운 공간과는 대조적이다.
로마 건축에 있어서의 모뉴먼털리티는 실용성과, 주제의 다양성이다. 여기서는 신전을 비롯하여 바실리카·극장·욕장(浴場)·별장·개선문(凱旋門)·수도·기념탑 등이 역대의 황제에 의하여 건조되었다. 각기의 가장 대표적인 유적(遺跡)으로서는, 콘스탄티누스 황제의 바실리카, 카라칼라 황제의 욕장, 하드리아누스 황제의 별장, 콘스탄티누스 황제의 개선문, 트라야누스 황제의 기념탑, 가르드의 다리 등이 알려져 있다.

## 같이 보기
- 고대 그리스 건축
- 메소포타미아 건축

## 참조
- 이 문서에는 다음커뮤니케이션(현 카카오)에서 GFDL 또는 CC-SA 라이선스로 배포한 글로벌 세계대백과사전의 내용을 기초로 작성된 글이 포함되어 있습니다.